# Hôn nhân cùng giới ở Wyoming
Hôn nhân cùng giới đã được công nhận hợp pháp tại bang Wyoming của Hoa Kỳ kể từ ngày 21 tháng 10 năm 2014. Trước đó, bang Wyoming đã cấm công nhận nhà nước về hôn nhân cùng giới từ năm 1977 và ban hành lệnh cấm rõ ràng hơn vào năm 2003. Công nhận quan hệ đối tác trong nước như một sự thay thế cho hôn nhân cho các cặp cùng giới đã thất bại vào năm 2013.
Vào ngày 17 tháng 10 năm 2014, một tòa án liên bang đã tuyên bố lệnh cấm của nhà nước đối với hôn nhân cùng giới là vi hiến. Phán quyết của nó có hiệu lực vào ngày 21 tháng 10 khi các quan chức nhà nước thông báo cho tòa án rằng họ sẽ không kháng cáo quyết định này.